# 圣马夏尔德维塔泰讷
圣马夏尔-德维塔泰讷（法語：Saint-Martial-de-Vitaterne，法語發音：[sɛ̃ maʁsjal də vitatɛʁn]）是法国滨海夏朗德省的一个市镇，位于该省东南部，属于容扎克区。

## 地理
圣马夏尔德维塔泰讷（45°27'38"N, 0°25'58"W）面积2.78 平方千米，位于法国新阿基坦大区滨海夏朗德省，该省份为法国西部滨海省份，北起旺代省，西临大西洋，南至吉倫特省，东南接多爾多涅省，东北接德塞夫勒省接壤，东临夏朗德省。
与圣马夏尔德维塔泰讷接壤的市镇（或旧市镇、城区）包括：容扎克、圣日耳曼-德吕西尼昂。

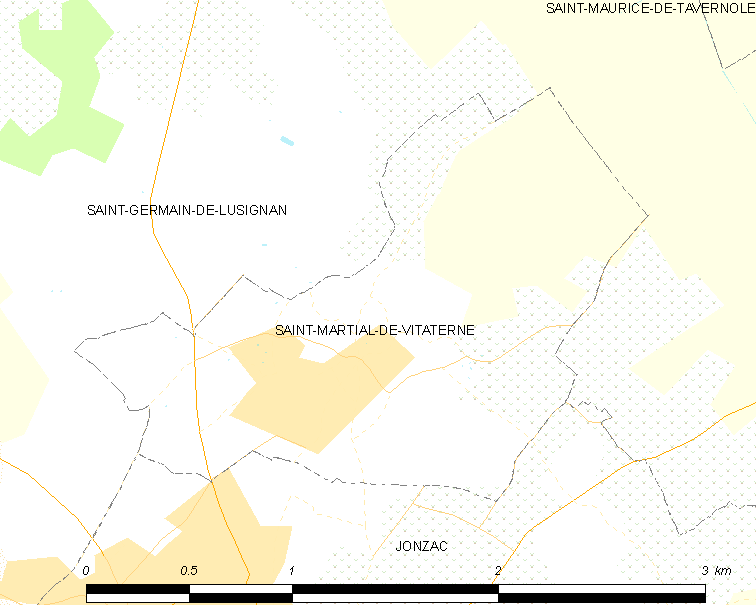
圣马夏尔德维塔泰讷的OSM定位图

圣马夏尔德维塔泰讷的时区为UTC+01:00、UTC+02:00（夏令时）。

## 行政
圣马夏尔德维塔泰讷的邮政编码为17500，INSEE市镇编码为17363。

## 政治
圣马夏尔德维塔泰讷所属的省级选区为容扎克县。

## 人口

1962-2008年间圣马夏尔德维塔泰讷人口变化图示

圣马夏尔德维塔泰讷于2022年1月1日时的人口数量为549人。